# نورثفيو (ميشيغان)
نورثفيو (بالإنجليزية: Northview CDP, Michigan)‏ هي منطقة سكنية تقع بولاية ميشيغان في الولايات المتحدة. تبلغ مساحتها 28.52 كم2، وترتفع عن سطح البحر 226 م، بلغ عدد سكانها 14,541 نسمة في عام 2010 حسب إحصاء مكتب تعداد الولايات المتحدة وتصل الكثافة السكانية فيها 509.9 نسمة لكل كيلومتر مربع (1,320.6/ميل2).

## التركيبة السكانية
حدّد مكتب تعداد الولايات المتحدة بيانات التركيبة السكانية لنورثفيو في تعداد الولايات المتحدة. في ما يلي، التركيبة السكانية حسب تعدادي 2000 و2010.

### تعداد عام 2000
بلغ عدد سكان نورثفيو 14,730 نسمة بحسب تعداد عام 2000، وبلغ عدد الأسر 5,673 أسرة وعدد العائلات 3,943 عائلة مقيمة في المنطقة السكنية. في حين سجلت الكثافة السكانية 516.5 نسمة لكل كيلومتر مربع (1,337.7/ميل2). وبلغ عدد الوحدات السكنية 5,898 وحدة بمتوسط كثافة قدره 206.8 لكل كيلومتر مربع (535.6/ميل2).
وتوزع التركيب العرقي للمنطقة السكنية بنسبة 94.38% من البيض و1.94% من الأمريكيين الأفارقة و0.37% من الأمريكيين الأصليين و1.08% من الأمريكيين ذوي الأصول الآسيوية و0.08% من سكان جزر المحيط الهادئ و0.81% من الأعراق الأخرى و1.34% من عرقين مختلطين أو أكثر و2.12% من الهسبانيون أو اللاتينيون من أي عرق.
بلغ عدد الأسر 5,673 أسرة كانت نسبة 37.8% منها لديها أطفال تحت سن الثامنة عشر تعيش معهم، وبلغت نسبة الأزواج القاطنين مع بعضهم البعض 56.4% من أصل المجموع الكلي للأسر، ونسبة 10.1% من الأسر كان لديها معيلات من الإناث دون وجود شريك، بينما كانت نسبة 3% من الأسر لديها معيلون من الذكور دون وجود شريكة وكانت نسبة 30.5% من غير العائلات. تألفت نسبة 25.8% من أصل جميع الأسر من عدة أفراد يعيشون في نفس المنزل ونسبة 7.4% كانت تتألف من شخص يعيش بمفرده يبلغ من العمر 65 عاماً أو أكثر. وبلغ متوسط حجم الأسرة المعيشية 2.59، أما متوسط حجم العائلات فبلغ 3.15.
بلغ العمر الوسطي للسكان 35.4 عاماً. وكانت نسبة 28% من القاطنين تحت سن الثامنة عشر، وكانت نسبة 9.4% بين الثامنة عشر والرابعة والعشرين عاماً، ونسبة 28.7% كانت واقعةً في الفئة العمرية ما بين الخامسة والعشرين والرابعة والأربعين عاماً، ونسبة 23.4% كانت ما بين الخامسة والأربعين والرابعة والستين، ونسبة 10.1% كانت ضمن فئة الخامسة والستين عاماً فما فوق. يوجد لكل 100 أنثى 97.0 ذكر، ويوجد لكل 100 أنثى في الثامنة عشر من عمرها فما فوق 92.2 ذكر.
بلغ متوسط دخل الأسرة في المنطقة السكنية 46,888 دولارًا، أما متوسط دخل العائلة فبلغ 54,756 دولارًا. وكان متوسط دخل الذكور 41,295 دولارًا مقابل 28,870 دولارًا للإناث. وسجل دخل الفرد الخاص بالمنطقة السكنية 21,215 دولارًا. وكانت نسبة 4.5% من العائلات ونسبة 6% من السكان تحت خط الفقر، وكان من هؤلاء نسبة 6.5% تحت سن الثامنة عشر ونسبة 4.9% في الخامسة والستين من العمر وما فوق.

### تعداد عام 2010
بلغ عدد سكان نورثفيو 14,541 نسمة بحسب تعداد عام 2010، وبلغ عدد الأسر 5,958 أسرة وعدد العائلات 3,983 عائلة مقيمة في المنطقة السكنية. في حين سجلت الكثافة السكانية 509.9 نسمة لكل كيلومتر مربع (1,320.6/ميل2). وبلغ عدد الوحدات السكنية 6,338 وحدة بمتوسط كثافة قدره 222.2 لكل كيلومتر مربع (575.5/ميل2).
وتوزع التركيب العرقي للمنطقة السكنية بنسبة 91.49% من البيض و3.61% من الأمريكيين الأفارقة و0.29% من الأمريكيين الأصليين و1.26% من الأمريكيين ذوي الأصول الآسيوية و0.06% من سكان جزر المحيط الهادئ و0.70% من الأعراق الأخرى و2.60% من عرقين مختلطين أو أكثر و2.86% من الهسبانيون أو اللاتينيون من أي عرق.
بلغ عدد الأسر 5,958 أسرة كانت نسبة 30.9% منها لديها أطفال تحت سن الثامنة عشر تعيش معهم، وبلغت نسبة الأزواج القاطنين مع بعضهم البعض 51.1% من أصل المجموع الكلي للأسر، ونسبة 12.3% من الأسر كان لديها معيلات من الإناث دون وجود شريك، بينما كانت نسبة 3.5% من الأسر لديها معيلون من الذكور دون وجود شريكة وكانت نسبة 33.1% من غير العائلات. تألفت نسبة 28.4% من أصل جميع الأسر من عدة أفراد يعيشون في نفس المنزل ونسبة 10.9% كانت تتألف من شخص يعيش بمفرده يبلغ من العمر 65 عاماً أو أكثر. وبلغ متوسط حجم الأسرة المعيشية 2.44، أما متوسط حجم العائلات فبلغ 2.99.
بلغ العمر الوسطي للسكان 39.8 عاماً. وكانت نسبة 23.5% من القاطنين تحت سن الثامنة عشر، وكانت نسبة 9.7% بين الثامنة عشر والرابعة والعشرين عاماً، ونسبة 23.1% كانت واقعةً في الفئة العمرية ما بين الخامسة والعشرين والرابعة والأربعين عاماً، ونسبة 29.9% كانت ما بين الخامسة والأربعين والرابعة والستين، ونسبة 13.7% كانت ضمن فئة الخامسة والستين عاماً فما فوق. وتوزع التركيب الجنسي للسكان بنسبة 47.7% ذكور و52.3% إناث.